# 龙仕强
龙仕强（英語：Jason Leong Say Keong；1985年—），绰号Dr Jason Leong，是马来西亚籍华裔国际脱口秀喜剧演员、编剧、视频制作人。曾担任过政府医院医生。

## 个人简历
龙仕强出生于1985年，在涉足喜剧之前是一名政府医疗机构的医生，他的妻子Komella Prakasam和他一样从事医疗行业，是一名麻醉师。在求学时期，他在槟城医学学院和爱尔兰都柏林大学学院的双联项目攻读医学学位。在都柏林期间，他曾在一家爱尔兰一间酒吧工作。在返回马来西亚槟城后，在雪兰莪的士拉央医院工作约5年。
他的喜剧演技源自在YouTube上自学，他最初是作为马来西亚华人喜剧演员协会（MACC）喜剧团的成员而成名的，起因是参与2010年6月在一场开放麦表演活动《Open Mic Show》的演出。两个月后，他被邀请加入马来西亚华人喜剧演员协会，随后与其它资深喜剧演员林有信（Douglas Lim）、潘志豪（Phoon Chi Ho）和柯源汉（Kuah Jenhan）共同参与「Four Nations Brotherhood」的喜剧演出，并以「M.A.C.C」名称组成团队进行巡演演出而打开知名道。该团体成员也是笑屋俱乐部（Crackhouse Comedy Club）的常客。
他在兼顾喜剧和医学工作的3年时间后，最终在2014年选择放弃医生的工作，并在获得家人的支持下全面投入喜剧表演。这段经历也经常出现在他的节目中，以取笑社會普遍價值觀认为醫生比脱口秀演員地位高的强调。而每一次接受不同媒體採訪時，他也總是不厭其煩重複敘述自己成為喜剧演員的經過。从那以后，龙仕强在短短數年內竄起，成為马来西亚英文圈子最受歡迎的脱口秀演員之一。
自开始出演喜剧以来，他获得了一些荣誉，例如在2013年赢得第7届香港国际喜剧比赛冠军，成为首位获得此殊荣的马来西亚人。2016年，龙仕强与另一名喜剧演员哈利依斯干达代表马来西亚一同前往美国笑工厂喜剧俱乐部参加《世界搞笑之王比赛》。他成功入围准决赛，但最终由哈利依斯干达取冠。之后他在好莱坞的笑工厂和纽约的哥谭喜剧俱乐部表演。在此期间，他也继续在马来西亚、美国、斯里兰卡、迪拜、新加坡、印尼、菲律宾、澳大利亚和香港等地进行个人喜剧巡回演出。这些成功的经历使他的喜剧生涯达到一个高潮，其担纲的脱口秀节目「Hashtag Blessed」自2020年起在全球影视平台Netflix上线，是马来西亚首位在Netflix拥有个人特辑的喜剧演员。
2022年7月，龙仕强代表马来西亚前往加拿大参与蒙特利尔举行的国际喜剧活动大会—2022年蒙特利尔嘻笑节 (JFL)。 是继钱信伊和菲尔·王之后第3位在JFL演出的大马喜剧演员。 此外，他是活动里仅有10名外国参与者名额中唯一来自东南亚喜剧界的喜剧演员 。2023年，他担纲的第二部脱口秀节目「Ride with Caution」于2月9日在Netflix上线，这部片是在新加坡拍摄的。
2023年12月，龙仕强宣布开启其大洋洲巡回演出。
2024年3月底，龙仕强受邀参与墨尔本国际喜剧节（MICF），他还出现在十號電視網的智力竞赛节目「你一直在关注吗？」（Have You Been Paying Attention?’）。他带着最新节目《你为什么这样？》，首场是在澳大利亚和新西兰表演，这是他大洋洲巡回演出的一部分。11月16日，龙仕强在泰国曼谷苏坤威斯汀大酒店（The Westin Grande Sukhumvit）表演他的最新节目，这也是他首次登上泰国舞台。

## 演艺风格
龙仕强的脱口秀主要以英语作为媒介，在英语圈拥有强大的支持者，但偶尔会使用马来语或其它语言来迎合观众。尽管他认为马来西亚在对于性方面的课题有很高的接受程度，但他很少谈及性笑话。他经常将个人轶事和生活经历做為笑料題材，尤其是自己跟家人的互動。他也经常嘲弄马来西亚政坛的现像。
对于脱口秀喜剧常见的嘲弄文化，龙仕强认为嘲弄必需建立在事實的基礎上，不能恶意诋毁，同时在拿別人開玩笑时，也可以接受别人对自身開玩笑。龙仕强认为，嘲弄文化是作为一种对抗欺凌者手段，其起源就在于挑战体制，在需要对权力者说真话时很有用，但不会迎合用来打压别人的作法。 

## 轶事
龙仕强曾在2018年被议论与一个马来西亚发展有限公司丑闻（1MDB）逃亡商人刘特佐的外表和讲福建话的能力有着惊人的相似之处。他对此回应「我正在处理这种相似性，希望杨紫琼和《鲸吞亿万》电影的制片人会打电话给他试镜」。当《鲸吞亿万》的作者宣布将推出根据书籍改编的好莱坞电影演员人选时，他被网民推荐由谁适合扮演刘特佐的角色人选中排名首位。他也调侃回应网民「我会不惜付出任何金额来扮演这个角色，并抵押我的灵魂来参与其中。我认为这是一项国民服务」。其机智幽默的回应吸引了观众的喜爱。
2025年1月，龙仕强与印尼內容創作者Ben Sumadiwiria和外号「羅傑叔叔」的黄瑾瑜联手制作一段搞笑视频，以嘲笑马来西亚一马公司丑闻。他在內容里再次扮演逃亡商人刘特佐，并和另外两人在卡拉0K里讨论参与世界上最大的贪腐案，引起一些观众把他误认为是真正的刘特佐，质疑为什么他没有被抓获并关进监狱。

## 外部連結
- 龙仕强的Facebook專頁
- 龙仕强的Instagram帳戶
- YouTube上的龙仕强頻道
- 龙仕强的X（前Twitter）